# プルート・ナッシュ
『プルート・ナッシュ』（原題: The Adventures of Pluto Nash）は、2002年のアメリカ映画。

## ストーリー
2087年、人類は宇宙に進出しており、月面には都市「リトル・アメリカ」が作られていた。そこで月一番の人気を誇るクラブ「クラブ・プルート」のオーナーを勤めているプルート・ナッシュは、かつては星間密輸業で悪名を馳せた犯罪者であった。だが、そんな彼の前に今すぐ店を売却するよう要求する組織が現れる。もちろんそんな要求には応じないプルートだったが、組織は店を爆破しプルートの命を狙い始める。プルートは用心棒ロボットのブルーノと、ウェイトレスのディーナと共に月面を逃げ回るのだったが、実は彼の命を狙う組織の黒幕とは大きな因縁が隠されていたのだった。

## キャスト
※括弧内は日本語吹替
- プルート・ナッシュ - エディ・マーフィ（下條アトム）
- ブルーノ - ランディ・クエイド（屋良有作）
- ディーナ・レイク - ロザリオ・ドーソン（本田貴子）
- モーガン - ジョー・パントリアーノ（金尾哲夫）
- トニー・フランシス - ジェイ・モーア（内田直哉）
- フィリックス・ラランガ - ルイス・ガスマン（島田敏）
- ベルチェ - ジェームズ・レブホーン（佐々木勝彦）
- ローランド - ピーター・ボイル（清川元夢）
- ジーノ - バート・ヤング（富田耕生）
- ミゲル - ミゲル・ヌネズ・Jr（楠大典）
- フルーラ・ナッシュ - パム・グリア（一城みゆ希）
- ジェームズ - ジョン・クリーズ（小山武宏）
- M.Z.M - アレック・ボールドウィン（クレジットなし）

## 評価

### 興行収入
本作には1億ドルの製作費がかけられたが、全世界での興行収入はその1割にも満たない約710万ドルである。2009年に『ハリウッド・リポーター』誌は「この10年で最大の失敗作」と報じた。

### 受賞・ノミネート
第23回ゴールデンラズベリー賞
- ノミネート：最低作品賞
- ノミネート：最低主演男優賞 - エディ・マーフィ（『アイ・スパイ』及び『ショウタイム』に対しても）
- ノミネート：最低監督賞 - ロン・アンダーウッド
- ノミネート：最低脚本賞

第25回ゴールデンラズベリー賞
- ノミネート：25周年最低コメディ賞